# 150 (číslo)
Sto padesát je přirozené číslo. Následuje po číslu sto čtyřicet devět a předchází číslu sto padesát jedna. Řadová číslovka je stopadesátý. Římskými číslicemi se zapisuje CL.

## Matematika
Sto padesát je
- abundantní číslo
- nešťastné číslo.
- nepříznivé číslo.

- součet osmi po sobě jdoucích prvočísel (7 + 11 + 13 + 17 + 19 + 23 + 29 + 31)

## Chemie
- 150 je neutronové číslo nejstabilnějšího izotopu plutonia a nukleonové číslo druhého nejméně běžného přírodního  izotopu samaria.[1]

## Doprava
- Silnice II/150 je česká silnice II. třídy na trase Votice – Jankov – Louňovice pod Blaníkem – Načeradec – Čechtice – dálnice D1 – Ledeč nad Sázavou – Světlá nad Sázavou – Okrouhlice – Havlíčkův Brod – Přibyslav – Žďár nad Sázavou – Nové Město na Moravě – Bystřice nad Pernštejnem – Kunštát – I/43 – Boskovice – Prostějov – Přerov – Bystřice pod Hostýnem Loučka – Valašské Meziříčí.[2]

## Roky
- 150
- 150 př. n. l.